# Altaret
Altaret (Ara på latin) är en stjärnbild på den södra stjärnhimlen.
Konstellationen är en av de 88 moderna stjärnbilderna som erkänns av den Internationella astronomiska unionen.

## Historik
Altaret var en av de 48 konstellationerna som listades av den antike astronomen Ptolemaios i hans samlingsverk Almagest. 

## Mytologi
Enligt grekisk mytologi symboliserar stjärnbilden det altare som gudarna reste på berget Olympus efter att de besegrat Titanerna. En av många myter säger att Vintergatan bildats av röken från detta altare.

## Stjärnor
De ljusstarkaste stjärnorna är:

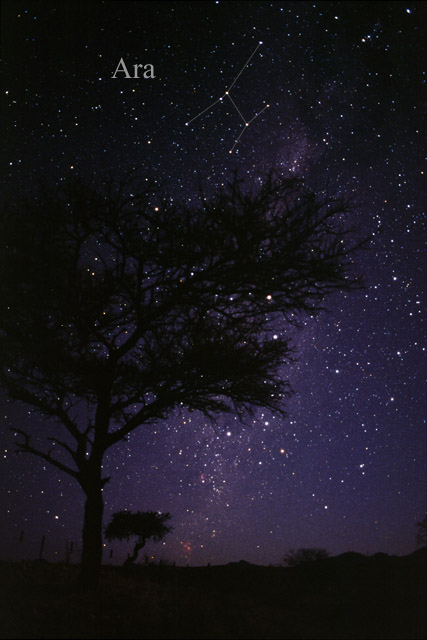
Stjärnbilden Altaret (Ara) som den kan ses med blotta ögat.

- β - Beta Arae är en orange superjätte av magnitud 2,84.
- α - Alfa Arae (Choo, 杵, Mandarin chǔ[källa behövs]) är en optisk dubbelstjärna där huvudstjärnan är en blåvit stjärna, Be-stjärna och Lambda Eridani-variabel av magnitud 2,95.
- ζ - Zeta Arae (天陰, Mandarin tiānyīn) är en orange jätte av magnitud 3,13.
- γ - Gamma Arae är en optisk dubbelstjärna där huvudstjärnan är en blåvit superjätte och Be-stjärna av magnitud 3,34.
- δ - Delta Arae (天陰, Mandarin tiānyīn) är en optisk dubbelstjärna där huvudstjärnan är en blåvit stjärna av magnitud 3,62.
- θ - Theta Arae är en blåvit superjätte av magnitud 3,66.
- η - Eta Arae är en orange jätte av magnitud 3,78. Den andra stjärnan har magnitud 14.
- ε1 - Epsilon1 Arae (左更, Mandarin zuŏgēng) är en orange jätte av magnitud 4,07.

Ljussvagare stjärnor är:
- σ - Sigma Arae är en vit stjärna av magnitud 4,59.
- λ - Lambda Arae är en gulvit stjärna och Delta Scuti-variabel av magnitud 4,77.
- μ - My Arae är en gul stjärna av magnitud 5,15. My Arae har fyra exoplaneter.
- κ - Kappa Arae är en optisk trippelstjärna där huvudstjärnan är en gul jätte av magnitud 5,20. De andra två stjärnorna har magnitud 14.
- ι - Jota Arae är en optisk dubbelstjärna där huvudstjärnan är en blåvit jätte och Be-stjärna av magnitud 5,25.
- π - Pi Arae är en vit underjätte av magnitud 5,25.
- ε2 - Epsilon2 Arae är en dubbelstjärna där huvudstjärnan är en gulvit stjärna av magnitud 5,28.

## Djuprymdsobjekt

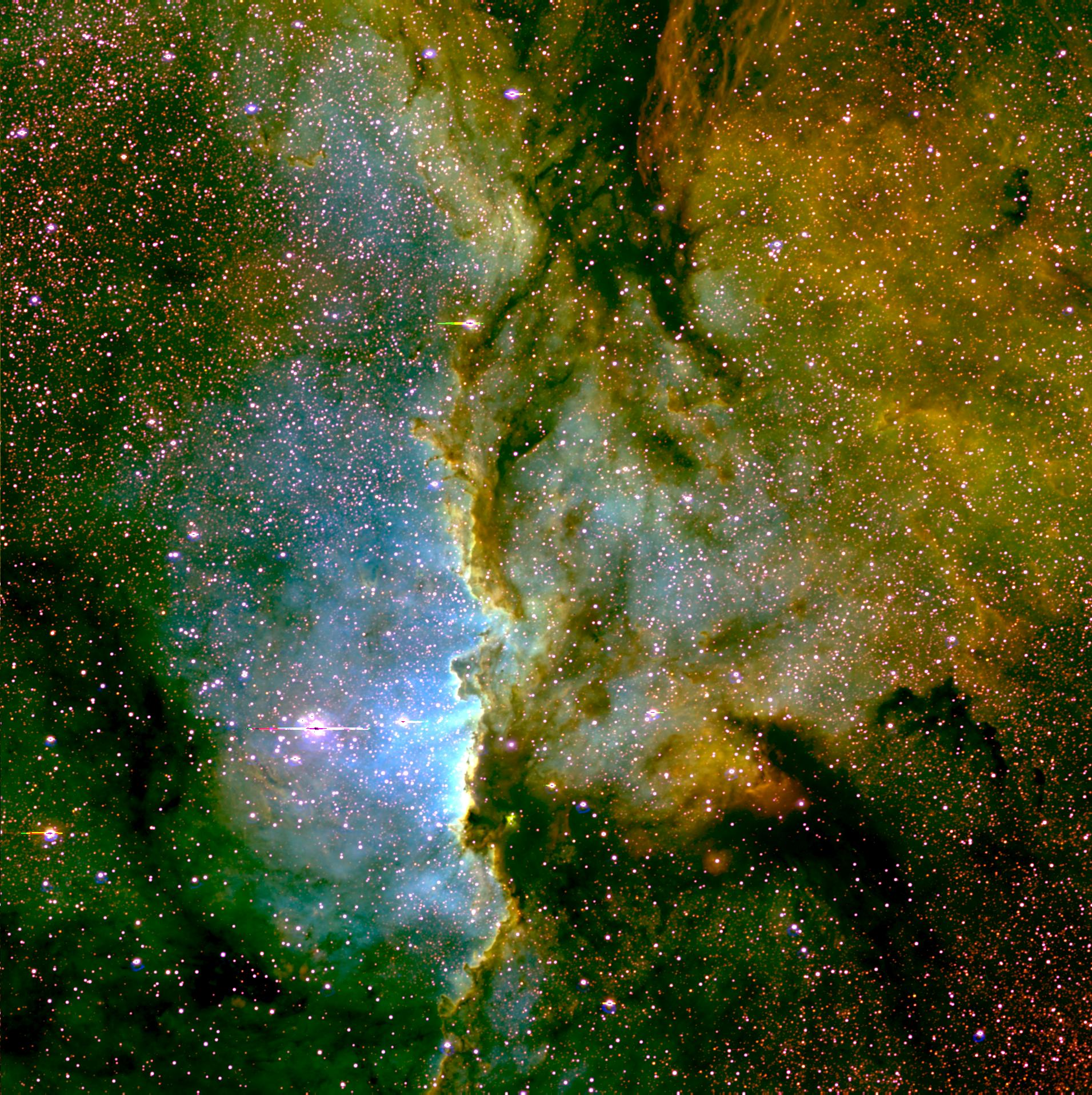
Stjärnhopen NGC 6193 och nebulosan NGC 6188 sedd av Cerro Tololo Inter-American Observatory.

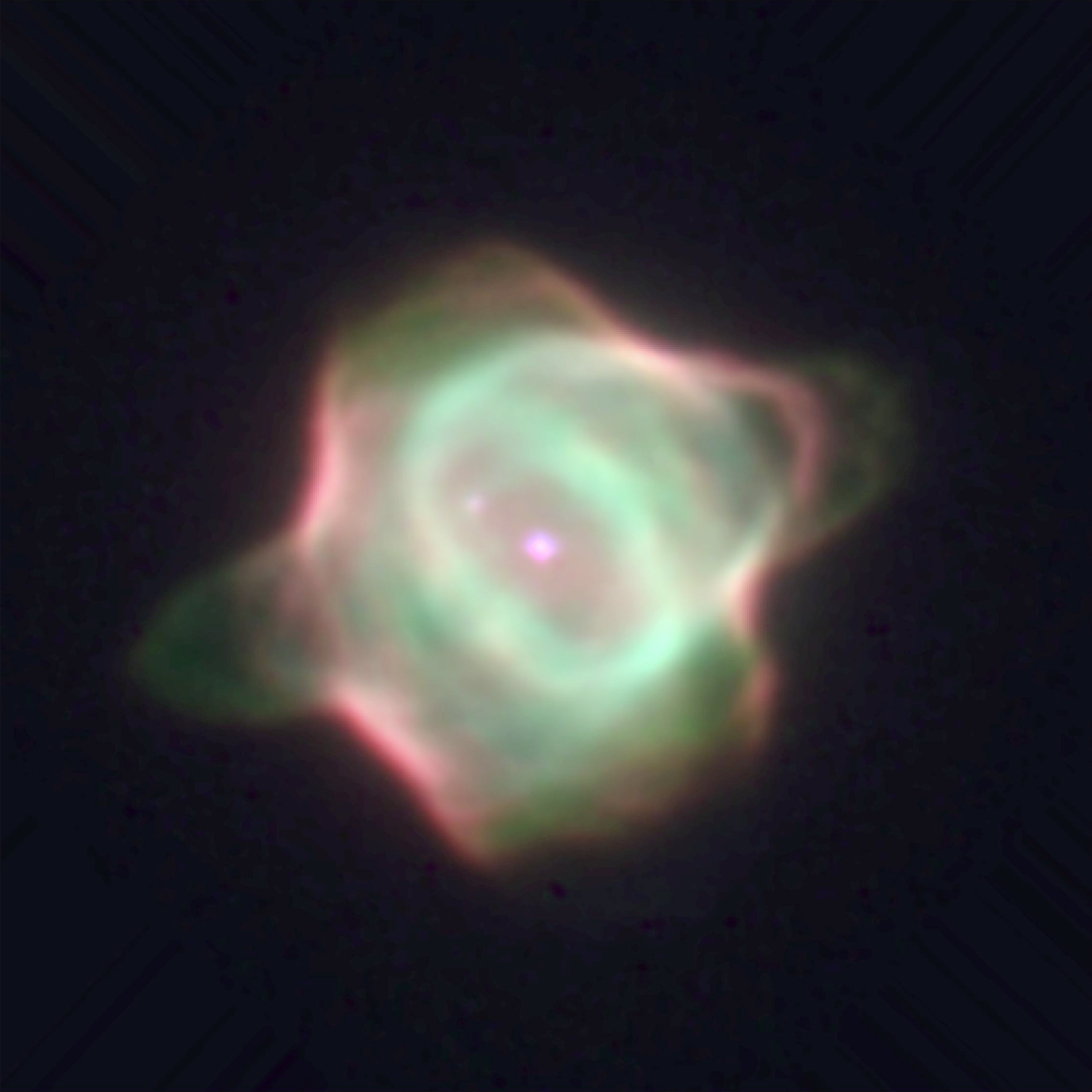
Stingrocknebulosan sedd av Hubbleteleskopet.

### Stjärnhopar
Det finns ett antal stjärnhopar i Altarets stjärnbild.
- NGC 6193 (Caldwell 82) är en öppen stjärnhop där två av de hetaste stjärnorna reflekteras i nebulosan NGC 6188 (se nedan). De har en sammanlagd magnitud av 5,2.[9]
- NGC 6352 (Caldwell 81) är en klotformig stjärnhop av magnitud 7,8.
- NGC 6397 (Caldwell 86) är en klotformig stjärnhop av magnitud 5,3 med ungefär 400000 stjärnor. Den befinner sig på ett avstånd av 7200 ljusår, vilket gör att den är en av de närmaste klotformiga stjärnhopar astronomerna känner till.
- NGC 6200 är en öppen stjärnhop av magnitud 7,4.
- NGC 6250 är en öppen stjärnhop av magnitud 5,9.
- NGC 6362 är en klotformig stjärnhop av magnitud 8,1.
- IC 4651 är en öppen stjärnhop av magnitud 6,9.
- Westerlund 1 är en öppen stjärnhop av magnitud 20,5.

### Galaxer
- NGC 6221 är en stavgalax av magnitud 9,9.

### Nebulosor
- NGC 6188 är en emissionsnebulosa som ligger tillsammans med stjärnhopen NGC 6193 (se ovan).
- Stingrocknebulosan (Hen 3-1357, "The Stingray Nebula" på engelska) är den yngsta planeteriska nebulosa som astronomerna känner till. 1989 sågs de första tecknen på bildandet av nebulosan.[10] Magnitud 10,75.